# نظریه استفاده و خشنودی
نظریه استفاده و خشنودی (به انگلیسی: UGT/Uses and gratifications theory) رویکردی برای درک این است که چرا و چگونه مردم به طور فعال برای برآوردن نیازهای خاص به دنبال رسانه های خاص می گردند. نظریه استفاده و خشنودی یک رویکرد مخاطب محور برای درک ارتباطات جمعی است. با دور شدن از نظریه های دیگر تأثیر رسانه ها که «رسانه ها با مردم چه می کنند؟»، نظریه استفاده و خشنودی بر «مردم با رسانه چه کار می کنند؟» متمرکز استو فرض بر این است که رسانه محصولی کاملاً در دسترس است و مخاطبان مصرف کنندگان همان محصول هستند.
این نظریه ارتباطات از نظر رویکرد اثبات گرایانه است و مبتنی بر سنت ارتباطات روانشناختی اجتماعی است و بر ارتباطات در مقیاس رسانه های جمعی متمرکز است. سوال محرک UGT این است: چرا مردم از رسانه استفاده می کنند و از آنها برای چه استفاده می کنند؟ UGT بحث می کند که چگونه کاربران عمداً رسانه ای را انتخاب می کنند که نیازهای موجود را برآورده کند و به شما امکان می دهد دانش، آرامش، تعاملات اجتماعی/ همراهی، انحراف یا فرار را افزایش دهید.
فرض بر این است که مخاطبان مصرف کننده منفعل رسانه نیستند. بلکه مخاطبان قدرت مصرف رسانه خود را دارند و نقش فعالی در تفسیر و ادغام رسانه ها در زندگی خود دارند. برخلاف سایر دیدگاه های نظری، UGT معتقد است که مخاطبان مسئول انتخاب رسانه برای برآوردن خواسته ها و نیازهای آنها برای رسیدن به رضایت هستند. این نظریه به این معنی است که رسانه ها برای جلب رضایت بینندگان با سایر منابع اطلاعاتی رقابت می کنند.UGT امروزه دارای ارزش اکتشافی است زیرا به دانشمندان ارتباطات دیدگاهی می دهد که از طریق آن می توان تعدادی از ایده ها و نظریه ها راجع به انتخاب، مصرف و حتی تأثیر رسانه‌ها مشاهده کرد.
این نظریه به گونه ای در نقطه مخالف نظریات مکتب فرانکفورت قرار می گیرد. نظریه وابستگی مخاطب فرض می کند رسانه های گروهی چنان برای جامعه سرنوشت سازند که مخاطب برای کارکردهای اجتماعی معینی به آنها وابسته است این نظریه دیدگاه کارکردگرایانه جامعه نشات می گیرد و بیان می دارد که برای کسب اطلاعات درباره محیط انتقال ارزشهای فرهنگی و حتی سرگرمی، مخاطب به رسانه ها وابسته است؛ در نتیجه مخاطب اصلا فعال نیست.

## تاریخچه
از دهه ۱۹۴۰، محققان شروع به مشاهده الگوهای تحت نظر تئوری کاربردها و رضایت در شنوندگان رادیو کردند. تحقیقات اولیه مربوط به موضوعاتی مانند استفاده کودکان از طنز و نبود روزنامه در اعتصاب روزنامه بود. علاقه به تفسیرهای روانشناختی بیشتر در این دوره زمانی پدیدار شد. در سال ۱۹۴۸، هارولد لاسول تفسیری چهار کارکردی از رسانه ها در سطح جامعه شناسی کلان ارائه داد. رسانه ها وظایف نظارت، همبستگی، سرگرمی و انتقال فرهنگی را برای جامعه و افراد انجام می دهند.

## کاربرد و رویکرد
مارک لوی و سون ویندال توصیف خوبی از معنای «مصرف کننده فعال» رسانه ارائه می دهند:«همانطور که معمولاً توسط محققان رضایتمندی درک می شود، اصطلاح» فعالیت مخاطب «یک گرایش داوطلبانه و انتخابی توسط مخاطبان نسبت به روند ارتباط را فرض می کند. به طور خلاصه، این پیشنهاد می کند که استفاده از رسانه توسط نیازها و اهدافی ایجاد می شود که توسط خود مخاطبان تعریف می شود، و که مشارکت فعال در فرایند ارتباطات ممکن است رضایت و تأثیرات مرتبط با مواجهه را تسهیل، محدود یا تأثیر دیگری کند. تفکر فعلی همچنین نشان می دهد که فعالیت مخاطب به عنوان سازه ای متغیر، با مخاطبینی که انواع مختلفی از درجات و درجات فعالیت را دارند، بهتر تصور می شود.»
- مفروضات نظریه

برخلاف نظریه های دیگر در مورد مصرف رسانه، UGT به مصرف کننده این قدرت را می دهد تا تشخیص دهد چه رسانه ای را مصرف می کند، با این فرض که مصرف کننده قصد و کاربرد مشخصی دارد. این با نظریه های قبلی مانند نظریه جامعه توده ای، مبنی بر اینکه مردم قربانیان درمانده رسانه های جمعی تولید شده توسط شرکت های بزرگ هستند، در تضاد است؛ و دیدگاه تفاوت های فردی، بیان می کند که هوش و عزت نفس تا حد زیادی انتخاب رسانه ای فرد را به دنبال دارد.
با توجه به این نظریه های متفاوت، UGT در فرضیات منحصر به فرد است: 
1. مخاطب فعال است و استفاده رسانه ای آن هدف محور است.
2. ابتکار عمل در پیوند نیاز به رضایتمندی با یک انتخاب متوسط خاص به عهده خود مخاطب است.
3. رسانه ها برای تأمین نیاز با منابع دیگر رقابت می کنند افراد از استفاده رسانه ای، علایق و انگیزه های خود آگاهی کافی دارند تا بتوانند تصویر دقیقی از این کاربرد در اختیار محققان قرار دهند.
4. قضاوت های ارزشمند درباره محتوای رسانه ای فقط توسط مخاطبان قابل ارزیابی است.

- رویکرد اکتشافی نظریه

کاتز، بلوملر و گورویچ سنتز کردند که رویکرد UGT بر «ریشه های اجتماعی و روانشناختی نیازها متمرکز است، که باعث ایجاد انتظارات از رسانه های جمعی یا منابع دیگر می شود، که منجر به ایجاد الگوهای افتراقی در مواجهه با رسانه ها (یا درگیر شدن در فعالیت های دیگر) می شود، در نتیجه نیاز به رضایت و برخی عواقب دیگر، شاید بیشتر عواقب ناخواسته آن باشد.» 
طبق گفته کاتز، تحقیقات بلوملر و گورویچ پنج نتیجه گیری از رویکردهای استفاده و خشنودی وجود دارد که عبارتند از: 
1. مخاطب به عنوان یک فعال تصور می شود.
2. در فرآیند ارتباط جمعی، ابتکار زیادی در پیوند دادن رضایت و انتخاب رسانه به عهده مخاطب است.
3. رسانه ها با سایر منابع رضایت رقابت می کنند.
4. از نظر روش شناختی، بسیاری از اهداف استفاده از رسانه های جمعی را می توان از داده هایی که توسط خود مخاطبان منفرد تهیه می شود، بدست آورد.
5. قضاوت های ارزشی در مورد اهمیت فرهنگی ارتباط جمعی باید به حالت تعلیق درآید در حالی که مخاطب با توجه به شرایط خود بررسی می شود.

- مخاطبان بنا به علت های زیر از رسانه ها استفاده می کنند:

1. آگاه یا آموزش دیده باشند.
2. با شخصیت ها در محیط رسانه شناخته شوند.
3. از سرگرمی ساده استفاده کرده و لذت ببرند.
4. تعامل اجتماعی خود را تقویت کنند.

## مراحل نظریه
- مرحله ی ۱

در سال ۱۹۴۴، محققان با طبقه بندی دلایل انتخاب مردم برای انواع خاصی از رسانه ها، به بررسی اولین اشکال استفاده و رضایت پرداختند. در حالی که محققان در حال مطالعه بودند، هرتسوگ با طرفداران مختلف اپرای صابون مصاحبه کرد و توانست سه نوع رضایت را تشخیص دهد. سه مقوله رضایت، بر اساس اینکه چرا مردم به اپراهایی گوش می دهند که احساسی، پر از آرزو و یادگیری هستند.
طبق گفته وست و ترنر، UGT امتداد تئوری نیازها و انگیزه ها بود، همانطور که توسط آبراهام مازلو در سال ۱۹۵۴ بیان شد، استدلال می کند که افراد فعالانه به دنبال برآوردن نیازهای خود بر اساس سلسله مراتب هستند. این نیازها به عنوان سلسله مراتب نیازهای مازلو در قالب هرمی با بزرگترین و اساسی ترین نیازها در پایگاه و نیاز به خود واقعی سازی در راس سازمان یافته است. از پایین به بالا هرم شامل بیولوژیکی/ جسمی، امنیتی/ ایمنی، اجتماعی/ متعلق، منفی/ عزت نفس و خود واقعی سازی در بالا است.
در سال ۱۹۵۴ ویلبور شرام کسری از انتخاب را ایجاد کرد، فرمولی برای تعیین اینکه کدام یک از رسانه های جمعی، فرد را انتخاب می کند. این فرمول به تصمیم گیری در مورد میزان رضایتمندی که یک فرد انتظار دارد از این رسانه در مورد تلاش زیادی که برای دستیابی به رضایت انجام می دهند، کمک کند.
- مرحله 2

در سال ۱۹۶۹ جی بلوملر و دنیس مک کوئیل با بررسی انگیزه های مردم برای تماشای برخی برنامه های سیاسی در تلویزیون، در انتخابات ۱۹۶۴ در انگلستان مطالعه کردند. آنها با دسته بندی انگیزه های مخاطبان برای مشاهده یک برنامه خاص، آنها قصد داشتند بینندگان را بر اساس نیازهای آنها طبقه بندی کنند تا از تأثیرات بالقوه رسانه های جمعی مطلع شوند. انگیزه های مخاطبان که آنها توانستند شناسایی کنند، کمک می کند تا زمینه تحقیقات خود را در سال ۱۹۷۲ فراهم آورند و سرانجام از تئوری رضایت استفاده می کنند. در سال 1972 دنیس مک کوئیل، جی بلوملر و جوزف براون پیشنهاد کردند که استفاده از انواع مختلف رسانه ها را می توان در 4 دسته قرار داد. این چهار دسته عبارت بودند از: انحراف، روابط شخصی، هویت شخصی و نظارت. در سالهای ۱۹۷۳–۷۴ مک کوئیل، بلوملر و براون در اکتشاف رسانه ای خود الیو کاتز، مایکل گورویچ و هاداسه هاس پیوستند. این تحقیق مشترک نشان می دهد که مردم چگونه رسانه های جمعی را می بینند.
- مرحله 3

آخرین موردی که پیرامون نظریه استفاده و جلب رضایت است، پیوند بین دلیل استفاده از رسانه و رضایت مندی به دست آمده است. محققان UGT با اتصال نیازها، اهداف، فواید و پیامدهای مصرف رسانه و استفاده از آن با عوامل فردی، نظریه را پیش بینی و تبیین می کنند. کار در UGT بسیار مهیب بود زیرا تحقیقات کاتز، بلوملر و گورویچ بر اساس تحقیقات هرتسوگ ایجاد شد و باعث تغییر پارادایم از چگونگی تأثیر رسانه ها بر مردم به نحوه استفاده مخاطبان از رسانه ها شد و از سلطه رویکرد تأثیرات محدود در مطالعات رسانه های جمعی کاسته شد.

## انتقادات وارد بر نظریه
برخی از موارد استفاده و جلب رضایت را تقریباً از ابتدای تأسیس تاکنون به عنوان پلوتو نظریه ارتباطات قلمداد کرده اند. منتقدان استدلال می کنند که در عوض بیشتر رویکردی برای تجزیه و تحلیل یا یک استراتژی جمع آوری داده است. انتقادهایی که معمولاً در ادبیات دانشگاهی به این نظریه وارد می شود:
- جلب خشنودی بیشتر به تصمیمات محققان بستگی دارد تا تصمیمات گرفته شده توسط افرادی که مورد تحقیق قرار داده شدند.
- تحقیقات اولیه به شرکت کنندگانی نیاز داشت که رضایتمندی های مرتبط با کانالهای خاص ارتباطی را شناسایی کنند و این احتمال را می دهد که رضایتها و کانالها را با یکدیگر مخلوط کنند. لومتي و همكاران استدلال کرد که این می تواند «به میزان قابل توجهی» بیش از حد رضایت خاطر را جلب کند، و تلاش برای پرداختن به آن با استفاده از مصاحبه های عمیق مشکل ساز است (ص 323).
- مخاطبان در سنین مختلف انگیزه های مختلفی برای استفاده از رسانه های یکسان دارند و همچنین استقبال های مختلفی دارند.
- با توجه به ماهیت فردگرایانه کاربردها و جلب رضایت، گرفتن اطلاعاتی که در مطالعات جمع آوری شده دشوار است. بیشتر تحقیقات متکی بر یادآوری خالص حافظه است تا داده ها.
- این امر، گزارش گیری از خود را پیچیده و قابل اندازه گیری می کند. این نظریه توسط حامیان هژمونی رسانه‌ای تقبیح شده است كه می گویند این ادعا در مورد آزاد بودن مردم در انتخاب رسانه‌ها و تفسیرهای مورد نظرشان بیش از حد است.
- مخاطبان رسانه ها را با اصطلاحات خود تفسیر می کنند و هر بحثی در مورد یا مخالف آن قابل بحث است و بسته به شرایط هر دو طرف پیروز می شوند. اقدامات و تأثیرات هر فرد در آن اقدامات صرفاً به شرایط بستگی دارد. هر فردی کاربردهای منحصر به فردی دارد که رسانه ها سعی می کنند رضایت خود را برآورده کنند.

با وجود چنین انتقادهایی، اندیشه معاصر حاکی از آن است که استفاده و جلب رضایت به عنوان تئوری ممکن است در مرحله دستیابی به زندگی جدید در نتیجه فناوری ارتباطات جدید باشد. ساندر و لیمپروس می نویسند آنچه که «مخاطب» خوانده می شد اکنون به عنوان «کاربران» خوانده می شود، و «استفاده از آن به معنای عمل ارادی است، نه به سادگی دریافت منفعلانه».

#### مخاطب فعال
در میان اصول و موارد مورد انتقاد، بیشترین انتقادات به نظریه، تصور مخاطب فعال است. راجرز سه فرضیه را که برای ایده مخاطب فعال ضروری است، متذکر می شود: اول، انتخاب رسانه توسط فرد انجام می گیرد. دوم، انتظارات در مورد استفاده از رسانه باید محصولی از استعدادهای فردی، تعاملات اجتماعی و عوامل محیطی باشد؛ و سوم، مخاطبان فعال رفتارهای هدفمند را نشان می دهند. این مفهوم مخاطب فعال، در بهترین حالت، پذیرش محدودی در خارج از ایالات متحده می یابد.
جی بلوملر نکات جالب توجهی را ذز این باره ارائه داد، در مورد اینکه چرا استفاده ها و جلب رضایت، نمی توانند مخاطبان فعال را بسنجند. وی اظهار داشت، "موضوعی که باید در اینجا مورد بررسی قرار گیرد این است که آیا آنچه در مورد نظریه استفاده و جلب رضایت بیان شده است مقاله یقینی بوده است و آیا اکنون می توان آن را به یک سوال تجربی مانند: چگونه مخاطب فعال را اندازه گیری کرد، تبدیل کرد؟" (بلوملر، 1979). 
بلوملر سپس پیشنهادهایی در مورد انواع فعالیت مخاطبان در انواع مختلف رسانه ها ارائه داد:
- ابزار:«به معنی استفاده از رسانه برای انجام کارهای خاص.»
- عمد:«هنگامی رخ می دهد که انگیزه قبلی افراد از استفاده از رسانه را، مخاطب تعیین کند.»
- انتخاب پذیری:« استفاده مخاطبان از رسانه منعکس کننده علایق موجود در آنهاست.»
- غیرقابل نفوذ بودن تأثیر:«به مخاطبان اشاره دارد که معنی خاص خود را از محتوای رسانه ای می سازند.»[۴]

## نظریه های مرتبط

#### نظریه وابستگی سیستم رسانه ای
تئوری وابستگی سیستم رسانه (Media system dependency theory/MSDT یا تئوری وابستگی رسانه) به عنوان شاخه ای از UGT مورد مطالعه قرار گرفته است. با این حال، تئوری وابستگی رسانه بر اهداف مخاطبان برای مصرف رسانه به عنوان منبع وابستگی آنها متمرکز است. در حالی که نظریه استفاده و رضایتمندی بر نیازهای مخاطبان به عنوان محرک های مصرف رسانه متمرکز است. MSDT اظهار می دارد كه هرچه فرد برای تأمین نیازهایش به طور فزاینده ای به رسانه وابسته می شود، این رسانه در زندگی فرد اهمیت بیشتری پیدا می كند و از این رو تأثیر و تأثیرات آن را افزایش می دهد. MSDT UGT را تأیید کرده و می سازذ زیرا بر اساس فرضیاتی است که استفاده های مختلف مردم از رسانه ها ناشی از نیازهای آنها است.

#### نظریه شناخت اجتماعی
با استفاده از UGT، نظریه شناختی اجتماعی به تشخیص GS در مقابل محرک GO برای مصرف رسانه کمک کرد. نظریه شناختی اجتماعی رفتار را از نظر علیت متقابل بین افراد، محیط ها و رفتارها توضیح می دهد. این امکان را برای استفاده شخصی تر از UGT به جای تصور بزرگ و وسیع در مورد تعداد زیادی از رسانه های جمعی فراهم می کند. اگر GO بیشتر از GS باشد، رضایت مخاطبان بیشتر خواهد بود. سرانجام، GS مخاطبان همیشه واقعیت GO آنها نیستند. 

#### نظریه تزکیه
نظریه تزکیه مربوط به درک نقشی است که رسانه ها در شکل گیری دیدگاه بیرونی و جهانی فرد - به ویژه تلویزیون دارند. در حالی که UGT تلاش می کند انگیزه های استفاده از رسانه را درک کند، تئوری کاشت بر تأثیرات روانشناختی رسانه متمرکز است. از تئوری تزکیه به ویژه برای مطالعه خشونت در تلویزیون و چگونگی شکل گیری درک مخاطب از واقعیت خشونت در جامعه استفاده می شود. غالباً، به دلیل تأثیر رسانه ها، مخاطبان از واقعیت، میزان خشونت بیشتر و غیرواقعی‌تری برداشت می کنند. برای درک اینکه چرا مخاطب به دنبال رسانه های خشن است و اگر مخاطب برای تأمین نیاز به تأیید جهان بینی خود، به دنبال خشونت تلویزیونی است، ممکن است رویکردی UGT به کار گرفته شود.